# Абдуллаев, Вохид
Вохид Абдуллаев (1912, Самарканд — 1985) — советский литературовед, академик АН СССР.

## Биография
С 1963 года по 1970 год Вохид Абдуллаев был ректором Самаркандского государственного университета имени Алишера Навои. Он до 1985 года заведовал кафедрой истории узбекской литературы Самаркандского государственного университета имени Алишера Навои.

## Избранные публикации
- «Алишер Навои и поэты Мовароуннахра»
- «Алишер Навоий Самарқандда» 1967.
- «Навои и Бабур»
- «Низами»
- «Сатира Мукуми»
- «О поэте Нишати и его поэма „Хусни дил“» («Красота души»)
- «Об избранных произведения Хамида Алимджана»
- «Мухаммад Сулаймон угли Фузули»
- «Мирзо Бедил — великий поэт и мыслитель Востока»
- «Абдурахман Джами в Самарканде»
- «О творчестве Садриддина Айни»
- «О Самаркандском поэте Хуррами Сугди»
- «Насими и узбекская литература»
- «Царь поэтов Рудаки»
- «А. С. Пушкин — великий реалист-патриот»
- «Н. В. Гоголь и современность»
- «М. Ю. Лермонтов»